# Castilleja sphaerostigma
Castilleja sphaerostigma là loài thực vật có hoa thuộc họ Cỏ chổi. Loài này được Eastw. mô tả khoa học đầu tiên năm 1909.